# Notes from the Royal Botanic Garden, Edinburgh
Notes from the Royal Botanic Garden, Edinburgh (w publikacjach cytowane także w skrócie jako Notes R. bot. Gdn Edinb.) – czasopismo naukowe wydawane przez Królewski Ogród Botaniczny w Edynburgu (Royal Botanic Garden, Edinburgh) w Szkocji w Wielkiej Brytanii. Wychodziło w latach 1900–1989 publikując artykuły z zakresu botaniki i mykologii.
Do artykułów w starszych numerach czasopisma wygasły już prawa autorskie. Numery z lat 1900–1924 zostały zdigitalizowane i są dostępne online w postaci skanów (pliki pdf, ocr, jp2 i all). Opracowano 5 istniejących w internecie skorowidzów umożliwiających odszukanie artykułu:
- Title – na podstawie tytułu
- Author – na podstawie nazwiska autora
- Date – według daty
- Collection – według grupy zagadnień
- Contributor – według instytucji współpracujących[2].

Istnieje też indeks zdigitalizowanych numerów czasopisma ze spisem ich treści.
OCLC: 1567466.